# Syllides articulocirratus
Syllides articulocirratus är en ringmaskart som beskrevs av Gillandt 1979. Syllides articulocirratus ingår i släktet Syllides och familjen Syllidae. Arten har ej påträffats i Sverige. Inga underarter finns listade i Catalogue of Life.